# Isodiscodes
Isodiscodes là một chi bướm đêm thuộc họ Geometridae.